# Négyzetfok
A négyzetfok a gömbfelület területegysége, a térszög egyik (nem SI) mértékegysége. 1 négyzetfok = {\textstyle {(\pi /180)^{2}=3{,}0462{\times {10^{-4}}}}} szteradián (sr). 
A térszög négyzetfokban (legyen most jele: nf) számított értéke átszámítható gömbrész (legyen most jele: gr) vagy szteradián értékké a következő képletek segítségével:
1. {\displaystyle \Omega _{gr}=\Omega _{nf}{/A}=\pi {/360}^{2}\ \Omega _{nf}} – a gömbrész érték kiszámításához osztani kell a négyzetfok értéket a gömb teljes felszínével.
2. {\displaystyle \Omega _{sr}={(}\pi {/180)}^{2}\ \Omega _{nf}} – a szteradián érték kiszámításához szorozni kell a négyzetfok értéket {\displaystyle {(}\pi {/180)}^{2}}-vel.

A négyzetfokot leggyakrabban a csillagászatban használják az égbolton lévő egyes objektumok nagyságának kifejezésére. Például a Föld felszínéről nézve a Hold átmérője körülbelül 0,5 fok, így a bezárt térszög kicsit kevesebb mint 0,2 négyzetfok, ami 4,75×10-6-od (gömb)része a teljes égboltnak, és körülbelül 6×10-5 szteradián. A teljes égbolt (4{\displaystyle \pi }) nagysága 41 252,96 négyzetfok.